# Daylesford
Daylesford es una localidad australiana del estado de Victoria.

## Geografía
Forma parte del condado de Talbot, en el estado australiano de Victoria, ubicado en el sureste del país. La localidad está situada al noroeste de Melbourne, en las estribaciones de la Gran Cordillera Divisoria. En los alrededores se encuentran el monte Franklin —un volcán extinto— y varios saltos de agua.

## Historia

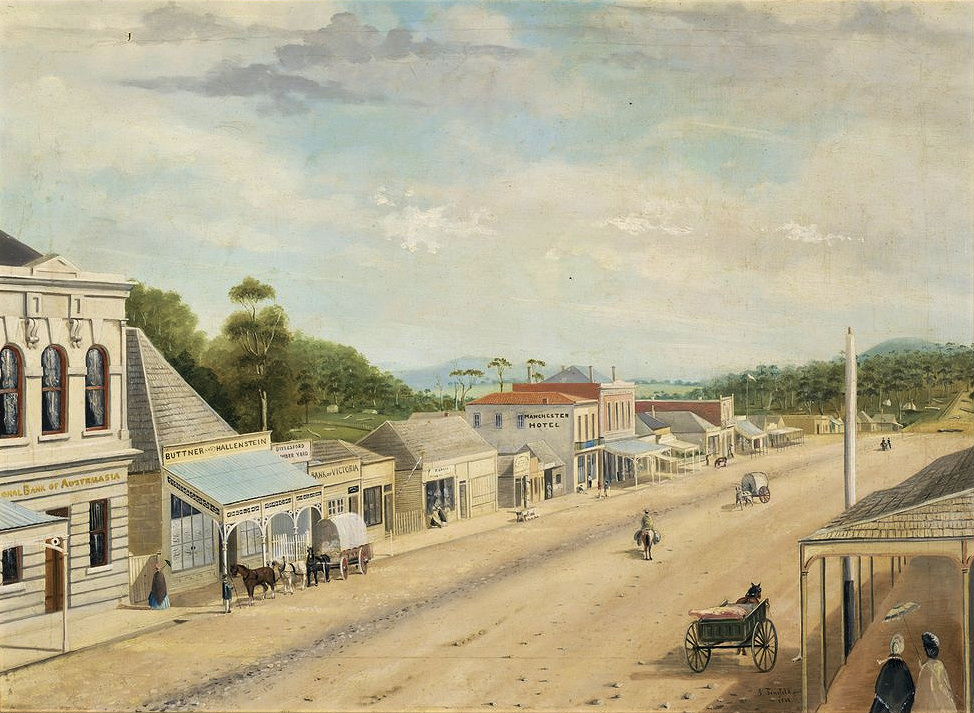
Calle principal en la segunda mitad del

A comienzos del siglo XX, en 1901, tenía contabilizada una población de 3384 habitantes. Por entonces se cultivaba mucho trigo y era reseñable también la minería de oro. Tenía una importante escuela minera.